# Villa del Parque (Río Negro)
Pour les articles homonymes, voir Villa del Parque.
Villa del Parque est une localité argentine et un quartier de la municipalité de Chichinales, située dans le département de General Roca, province de Río Negro. En 2012, la construction d'un système d'égouts pour le quartier a été annoncée. Elle dispose d'un bureau municipal, d'un poste de police et d'une bibliothèque.

## Démographie
Il y a 432 habitants (Indec, 2010), soit une augmentation de 10 % par rapport à 393 habitants lors du précédent recensement.